# Manuel Jiménez Jiménez
Manuel 'Manolo' Jiménez Jiménez (Arahal, 1964. január 26. –) spanyol válogatott labdarúgó, labdarúgóedző.

## Játékos pályafutása
Jiménez Arahalban, Sevilla tartományban született. Pályafutása nagy részét a térség meghatározó csapatában, a Sevillában töltötte. Az 1983–84-es szezonban debütált a spanyol élvonalban, majd 14 szezonon át viselte a klub mezét és összességében több mint négyszáz tétmérkőzésen lépett pályára a klub színeiben. Pályafutása végén egy idényt a másodosztályú Real Jaén csapatában töltött, majd 1998 júniusában, 34 évesen befejezte az aktív játékot. 
1988. október 12-én mutatkozott be a spanyol válogatottban, amelyben 15 alkalommal lépett pályára. Részt vett az 1990-es világbajnokságon, ahol Uruguay és Jugoszlávia ellen kapott játéklehetőséget.

## Vezetőedzői pályafutása

### Sevilla
Hét szezont töltött a Sevilla Atlético kispadján, 2007-ben feljuttatva a csapatot a másodosztályba. 2007. október 27-én Juande Ramos menesztését követően a szezon végéig ő vette át a Sevilla irányítását. Ötödik helyen végzett vele a csapat, majd szerződése meghosszabbítása után a 2008–2009-es idényben a harmadik helyen végzett a spanyol bajnokságban az andalúzokkal és kiharcolta a Bajnok Ligája szereplés jogát. 
2010. március 24-én, a Xerez elleni hazai 1–1-et követően Jiménezt menesztették a csapat éléről. Korábban a Spanyol Kupa döntőjében a Barcelonától szenvedett a Sevilla 4–0-s vereséget.

### AÉK Athén
2010. október 7-én Jiménez átvette a menesztett Dušan Bajevićtól a görög AÉK irányítását. Két évre szóló szerződést írt alá a görög fővárosban. Tíz nappal később mutatkozott be a csapat élén, 4–0-ra győzték le az Árisz Theszaloníkisz csapatát a bajnokságban. A szezon végén a harmadik helyen zárt az AÉK a bajnok Olimbiakósz és a Panathinaikósz mögött.
2011. április 30-án a Görög Kupa döntőjében 3–0-s győzelmet aratott csapatával az Atrómitosz ellen. Ez volt az első külföldön szerzett trófeája edzőként. Október 5-én közös megegyezéssel felbontották a szerződését.

### Zaragoza
2011. december 31-én a Real Zaragoza vezetőedzőjévé nevezték ki, a távozó Javier Aguirre utódjaként. A 2012–2013-as szezon végén a csapat három év elteltével visszajutott a spanyol másodosztályba. 

### Al-Rajjan
2013. november 4-én Jiménez a katari al-Rajjan csapatához írt alá. Első szezonjának végén kiesett csapatával az élvonalból, de egy év elteltével visszajuttatta a másodosztályban bajnoki címet nyerő klubot a legjobbak közé.

### Visszatérés az AÉK-hoz
Jiménez 2017. január 19-én visszatért az AÉK-hez, az előző napon lemondó José Morais utódjaként. Augusztus 24-én a Club Brugge ellen 3-0-ra megnyert hazai Európa-liga találkozón hat év után irányította újra tétmérkőzésen a görög csapatot.
A 2017–18-as szezon végén az AÉK 24 év elteltével a vezetésével lett először bajnok hazájában. 2018. május 25-én elhagyta a csapatot, miután szerződését nem hosszabbította meg.

### Las Palmas
Ugyanezen a napon az élvonalba frissen feljutó Las Palmas élére nevezték ki. November 16-án menesztették.

### Harmadszor is az AÉK kispadján
2019. február 5-én harmadszorra is elvállalta az AÉK vezetőedzői feladatát.

## Statisztikája vezetőedzőként
2018. november 16-án frissítve. 
|                  |               |                    |                    |             |             |             |             |             |             |             |             |
| Csapat           | Ország        | Szerződés kezdete  | Szerződés vége     | Statisztika | Statisztika | Statisztika | Statisztika | Statisztika | Statisztika | Statisztika | Statisztika |
| Csapat           | Ország        | Szerződés kezdete  | Szerződés vége     | M           | Gy          | D           | V           | Rg          | Kg          | %           |             |
| Sevilla Atlético | Spanyolország | 2000. július 1.    | 2007. október 27.  | 297         | 139         | 88          | 70          | 380         | 225         | 46,80       |             |
| Sevilla          | Spanyolország | 2007. október 27.  | 2010. március 23.  | 136         | 74          | 22          | 40          | 228         | 147         | 54,41       |             |
| AÉK              | Görögország   | 2010. október 7.   | 2011. október 5.   | 50          | 25          | 8           | 17          | 76          | 62          | 50,00       |             |
| Zaragoza         | Spanyolország | 2011. december 31. | 2013. június 10.   | 66          | 22          | 11          | 33          | 65          | 98          | 33,33       |             |
| Al-Rajjan        | Katar         | 2013. november 4.  | 2015. május 20.    | 56          | 29          | 12          | 15          | 142         | 66          | 51,79       |             |
| AÉK              | Görögország   | 2017. január 19.   | 2018. május 25.    | 79          | 47          | 21          | 11          | 130         | 42          | 59,49       |             |
| Las Palmas       | Spanyolország | 2018. május 26.    | 2018. november 16. | 15          | 5           | 7           | 3           | 22          | 14          | 33,33       |             |

## Sikerei, díjai

### Vezetőedzőként
Sevilla Atlético
- A spanyol harmadosztályú bajnokság győztese: 2006–07

AÉK
- Görög bajnok: 2017–18[14]
- Görög kupagyőztes: 2010–11[8]

Al-Rajjan
- A katari másodosztályú bajnokság győztese: 2014–15

### Egyéni elismerés
- Az év edzője a görög élvonalban: 2017–18